# Torreys Peak
Der Torreys Peak ist ein Berg in der Front Range Region der Rocky Mountains im US-Bundesstaat Colorado. Mit seinen 4349 Metern Höhe zählt er zu den 54 sogenannten „Fourteeners“ in Colorado, den Bergen über 14.000 Fuß (4267 m) Höhe.
Die Erstbesteigung erfolgte 1861 durch den Botaniker Charles C. Parry, der den Berg nach seinem Kollegen John Torrey benannte.
Der Torreys Peak liegt auf der kontinentalen Wasserscheide in unmittelbarer Nähe des Grays Peak. Die Interstate 70 verläuft nur wenige Kilometer entfernt.